# Phare de Cape May

Le phare de Cape May (en anglais : Cape May Light), est un phare côtier situé à Cape May dans le Cape May Point State Park (en), dans le comté de Cape May, New Jersey.
Il est inscrit au Registre national des lieux historiques depuis le 12 novembre 1973 sous le no 73001090.

## Historique
Il s'agit du troisième phare entièrement documenté à être construit à Cape May Point. Le premier a été construit en 1823 ; le second en 1847. Le phare actuel a été construit en 1859 sous la supervision de l'ingénieur de l'armée américaine William F. Raynolds, a été automatisé en 1946 et continue de fonctionner à ce jour.
L'emplacement exact des deux premiers phares est maintenant sous l'eau en raison de l'érosion. Il y a 199 marches menant au sommet du phare. La vue depuis le sommet s'étend de Cape May City et Wildwood au nord, Cape May Point au sud et, par temps clair, au Cap Henlopen, à l'ouest. À proximité immédiate se trouvent Cape May Cove et la batterie 223, une batterie de défense portuaire construite à l'origine pendant la Seconde Guerre mondiale. Il était équipé d'une lentille de Fresnel de premier ordre qui est maintenant exposée au musée du comté.
Le phare appartient à l'État du New Jersey après le transfert de propriété de la Garde côtière en 1992, qui le maintient comme une aide active à la navigation maritime. L'État du New Jersey loue la structure et les terrains au Mid-Atlantic Center for the Arts & Humanities (MAC) qui recueille des fonds pour la restauration et l'entretien de la structure et ouvre le phare au public pour des ascensions vers le haut. Des expositions interprétatives sur l'histoire du phare y sont présentées : la vie des anciens gardiens de phare et d'autres histoires maritimes du Cap May Point pour les visiteurs qui grimpent. En 2013, le MAC a célébré le 25e anniversaire de l'ouverture du phare au public pour les ascensions. Depuis son ouverture en mai 1988, plus de 2,1 millions de personnes ont payé pour grimper au sommet. Chaque octobre, le phare de Cape May participe au New Jersey Lighthouse Challenge, un événement à l'échelle de l'État.

## Description
Le phare  est une haute tour conique en brique avec galerie et lanterne à 48 m de haut. Le phare est peint en blanc et la lanterne est rouge.
Il émet, à une hauteur focale de 50 m, un éclat blanc par période de 15 secondes. Sa portée est de 24 milles nautiques (environ 44 km).
Identifiant : ARLHS : USA-127 ; USCG : 2-0155; Admiralty : J1256.

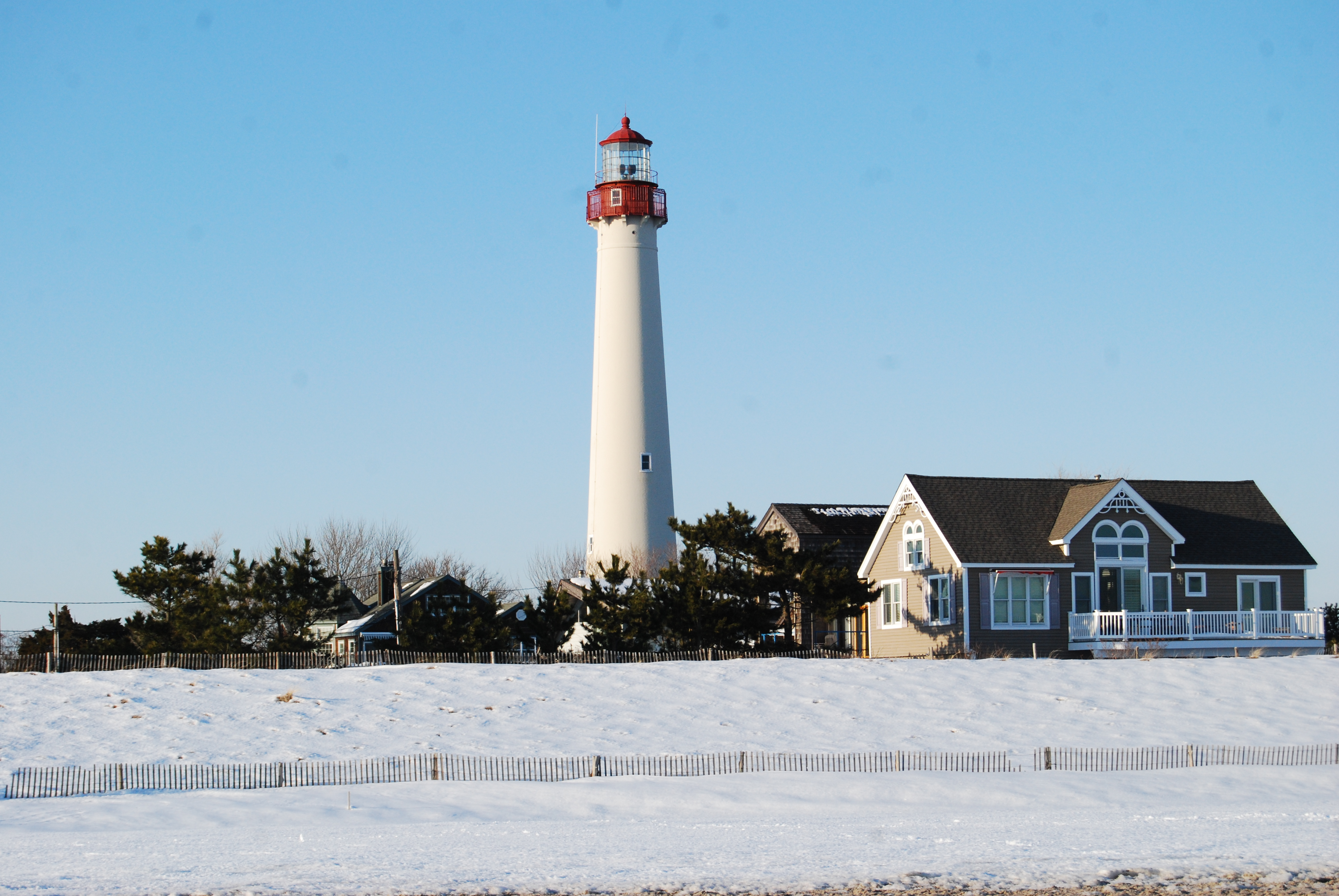
Cape May Point
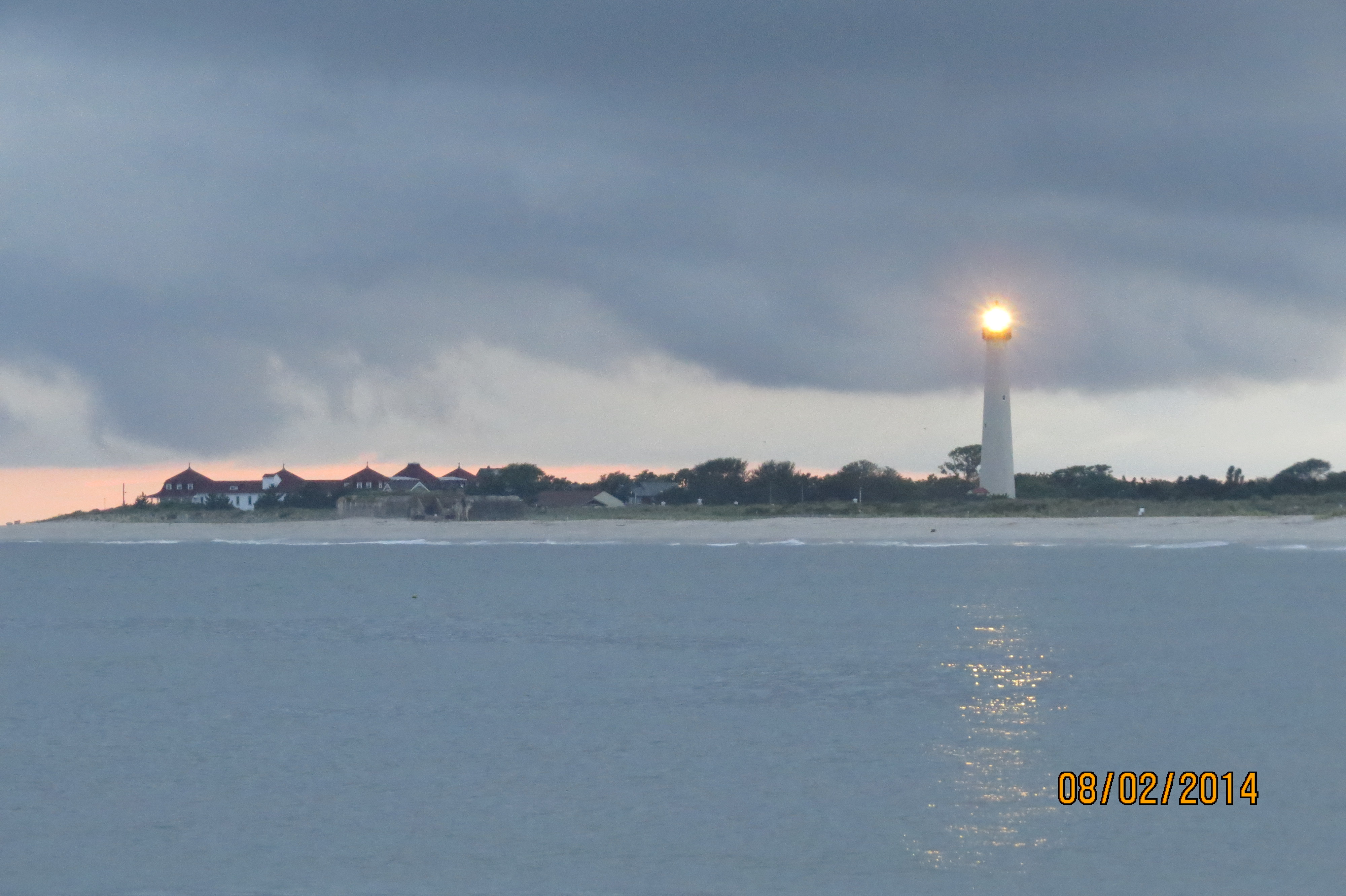
Le phare
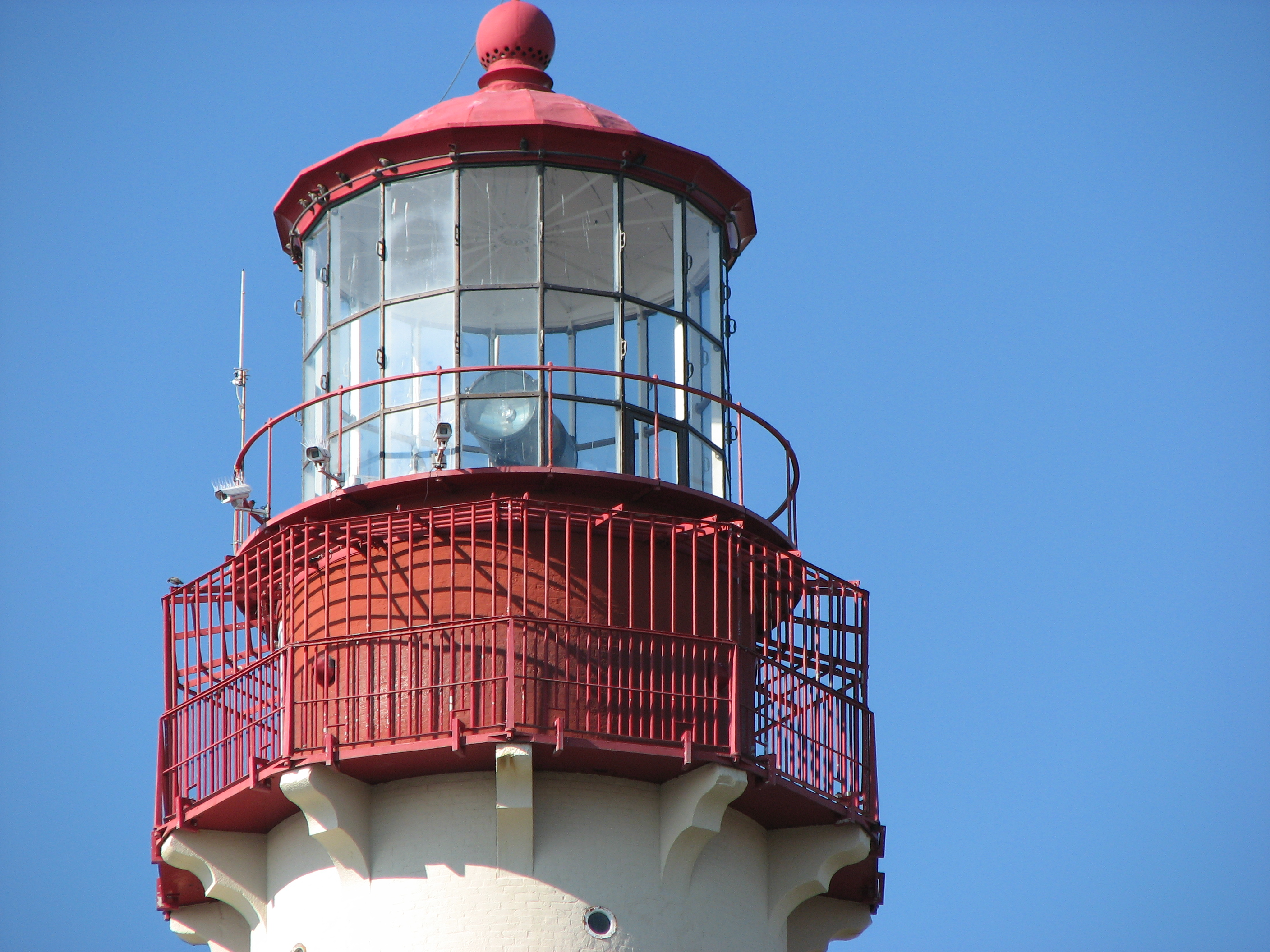
La lanterne
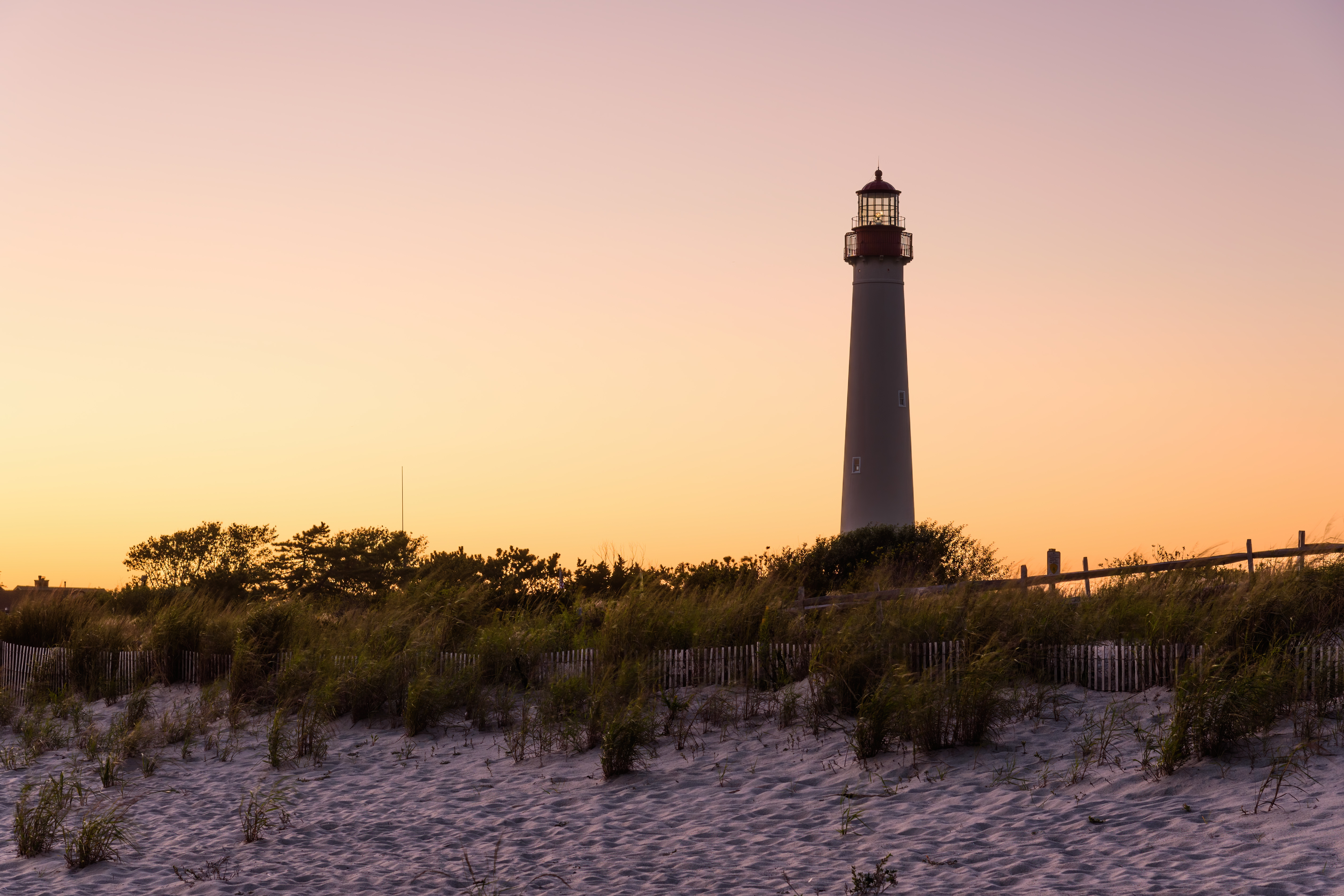
Le phare. Septembre 2020.

### Lien connexe
- Liste des phares du New Jersey